# Perissomma
Perissomma Colless, 1962, è un genere di Insetti dell'ordine dei Ditteri (Nematocera: Psychodomorpha). È l'unico genere attualmente esistente della famiglia dei Perissommatidae Colless, 1962, e comprende solo cinque specie a distribuzione circumantartica.

## Descrizione
La morfologia degli adulti dei Perissommatidae presenta diverse caratteristiche inusuali fra i gruppi sistematici affini.
Il capo è nettamente separato dal torace da un collo eccezionalmente lungo. Porta antenne brevi, moniliformi ed è provvisto di ocelli. Il carattere più evidente è la conformazione degli occhi, divisi in due aree nettamente separate, una dorsale e una ventrale, sì da far apparire questi insetti come provvisti di quattro occhi. L'apparato boccale è marcatamente ridotto in lunghezza.
Il torace, convesso dorsalmente, presenta sul mesonoto una sutura conformata a V, carattere che nei Nematoceri ricorre solo nei Tipulomorpha. Le zampe sono relativamente lunghe e le ali molto sviluppate, visibilmente più lunghe del corpo. Anche i bilancieri sono notevolmente lunghi, con l'estremità distale che arriva all'altezza del quarto urite.
La nervatura alare mostra una particolare rinforzamento delle nervature anteriori (costa e radio) e una semplificazione delle altre. La costa si estende fino all'apice dell'ala, in corrispondenza della terminazione dell'ultimo ramo della radio. La subcosta è ridotta al solo tratto basale ed è libera.
La radio presenta quattro ramificazioni: R1 termina sulla costa in prossimità del punto medio del margine anteriore; il settore radiale (Rs) si biforca in due rami, R2+3 e R4+5, di cui quello anteriore è ulteriormente biforcato. Il ramo R2 è breve e trasverso e confluisce sulla costa in corrispondenza del terzo distale del margine anteriore, mentre R3 ha una posizione longitudinale e confluisce sulla costa poco prima dell'apice dell'ala. Il ramo R4+5 è allineato con il settore radiale e si sviluppa longitudinalmente percorrendo la zona centrale della regione remigante fino all'apice dell'ala.

Schema della nervatura alare. C: costa; Sc: subcosta; R: radio; M: media; Cu: cubito; r-m: radio-mediale; m-cu: medio-cubitale.

La media ha la base incompleta ed è costituita da tre rami, M1, M2 e M4; quest'ultimo è interpretato come fuso con CuA1. Sono assenti le nervature anali.
La larva è eucefala e polipneustica. La pupa si evolve in un rudimentale pupario formato, senza alcuna modificazione, dall'exuvia dell'ultimo stadio larvale.

## Habitat e biologia
I Perissomma sono associati ad ambienti forestali. Esemplari di larve sono stati rinvenuti nella lettiera forestale (P. mcalpinei) oppure in funghi del genere Boletus liquescenti (P. fuscum). COLLESS (1962) descrisse la biologia di P. fuscum: la larva si sviluppa nei mesi invernali sui Boletus granulatus nelle pinete; l'estivazione avrebbe luogo allo stadio di pupa, protetta da particolari adattamenti dall'essiccazione. L'adulto sfarfalla in inverno.

## Sistematica e diffusione
La famiglia fu proposta da COLLESS (1962, 1969) per includere le cinque specie da lui descritte. L'inquadramento sistematico è stato soggetto a differenti interpretazioni, fra gli anni sessanta e gli anni settanta, nell'ambito dei tentativi di riordino tassonomico dei Ditteri. COLLESS mise in relazione la famiglia con in Bibionomorpha, sulla base di alcune affinità morfologiche e dell'affinità con la famiglia degli Scatopsidae per quanto concerne lo stadio larvale, e interpretò i Perissommatidae come un gruppo primitivo di Bibionomorfi. Tale correlazione fu supportata da HENNIG (1968, 1973) e STEYSKAL (1974), i cui alberi filogenetici posizionavano questa famiglia fra i Bibionomorpha. Posizione differente era quella supportata da ROHDENDORF et al. (1974) con l'inclusione dei Perissommatidae fra i Tipulomorpha. Secondo ROHDENDORF, l'affinità morfologica fra le larve dei Perissommatidae e quelle degli Scatopsidae andava interpretata come un caso di convergenza evolutiva e non come elemento di correlazione filogenetica.
Dagli anni novanta si è affermata la correlazione fra gli Psychodoidea e gli Scatopsoidea sensu lato (includendovi anche i Perissommatidae) con l'interpretazione estesa dell'infraordine degli Psychodomorpha, supportata da WOOD & BORKENT (1989). Tale raggruppamento, il cui inquadramento filogenetico è comunque ancora incerto, farebbe parte di un clade correlato ai Bibionomorpha ma comprendente nel complesso anche i Tipulomorfi e l'intero sottordine dei Brachiceri.
Il genere comprende cinque sole specie, alcune rinominate da McAlpine (1987) rispetto all'originaria denominazione adottata da COLLESS:
- Perissomma bellissimum (syn. P. bellissima)
- Perissoma congrua
- Perissomma dobrotworskyi
- Perissomma fuscum (syn. P. fusca)
- Perissomma mcalpinei

Tutte le specie, ad eccezione di P. congrua, sono presenti nell'Australia sudorientale. P. congrua è invece endemica del Cile.
La distribuzione circumantartica ed estremamente localizzata di questo genere denota l'antica origine gondwaniana della famiglia che, quindi, risale al Triassico o per lo meno al Giurassico. Alla famiglia sono ascritti anche due generi paleartici estinti:
- Palaeoperissomma, comprendente due specie, P. collessi e P. demetrii, i cui reperti fossili sono stati rinvenuti in Siberia e datati rispettivamente al Giurassico medio e al Giurassico inferiore[8];
- Gurvaniella, comprendente la specie G. hosbayari, fossile rinvenuto in Mongolia e datato agli inizi del Cretacico[9].

La distribuzione frammentata e localizzata, il ridotto numero di specie e la presenza di caratteri primitivi ricorrenti Nematoceri del Mesozoico estinti, fanno ritenere che i Perissomatidae siano un esempio di fauna relitta.